# Авиационные происшествия Panair do Brasil
Перечень всех авиационных происшествий, включая угоны, произошедших с воздушными судами бразильской авиакомпании Panair do Brasil (1930−1965).

## Список

### 1930-е
- 25 сентября 1932 года — в Рио-де-Жанейро в период Конституционалистской революции трое повстанцев захватив одного заложника угнали из ангара Sikorsky S-38B борт PP-PAD. Однако после взлёта лайнер вышел из-под контроля и разбился близ Сан-Жуан-ди-Мерити, а все 4 человека на борту погибли[1].
- 8 февраля 1937 года — в Витории разбился Sikorsky S-43 борт PP-PAR; подробности неизвестны[2].
- 31 декабря 1938 года — в Риу-Бранку разбился Sikorsky S-38B борт PP-PAM; подробности неизвестны, а дата требует уточнения[3].

### 1940-е
- 26 декабря 1940 года — Sikorsky S-43 борт PP-PAU выполнял пассажирский рейс из Салвадора в Рио-де-Жанейро, но сразу после взлёта вышел из-под контроля и перевернувшись упал в воду. Все находившиеся на борту 13 пассажиров и 4 члена экипажа выжили; лайнер получил критические повреждения и был списан[4].
- 18 августа 1941 года — Lockheed 18-10 Lodestar борт PP-PBD выполнял пассажирский рейс Куритиба — Сан-Паулу, когда при повторном заходе на посадку в аэропорту Конгоньяс отклонился от заданой траектории полёта к югу и в 24 километрах от аэропорта врезался в горы Кантарейра[англ.]. Из находившихся на борту 14 человек (10 пассажиров и 4 члена экипажа) погибли 8 (5 пассажиров и 3 члена экипажа)[5].
- 17 марта 1942 года — при вылете из аэропорта Сан-Паулу-Конгоньяс у Lockheed 18-10 Lodestar борт PP-PBE разрушилась стойка шасси, после чего крыло врезалось в землю и также разрушилось, а вытекшее из баков топливо загорелось. Все люди на борту успели эвакуироваться, но лайнер был уничтожен огнём[6].
- 28 сентября 1942 года — Lockheed 18-10 Lodestar борт PP-PBG выполнял пассажирский рейс Рио — Сан-Паулу, когда при подходе к аэропорту экипаж был оповещён о плохой погоде в регионе. Через несколько минут следующий под безопасной высотой лайнер врезался в горный склон близ Педра-Бранки. Погибли все находившиеся на борту 15 человек (11 пассажиров и 4 члена экипажа)[7].
- 30 августа 1944 года — Lockheed 18 Lodestar борт PP-PBI выполнял пассажирский рейс Рио — Сан-Паулу, когда при заходе на посадку в СМУ врезался в землю нескольких сотнях метрах от ВПП и полностью разрушился. Погибли все находившиеся на борту 18 человек (14 пассажиров и 4 члена экипажа)[8].
- 21 сентября 1944 года — Lockheed 18 Lodestar борт PP-PBH выполнял пассажирский рейс Рио — Белен, когда в полёте отказал правый двигатель. Экипаж попытался выполнить аварийную посадку, но лайнер вышел из-под контроля и разбился близ Риу-Доси. Погибли все находившиеся на борту 18 человек (14 пассажиров и 4 члена экипажа)[9].
- 27 сентября 1946 года — Douglas DC-3A-228D борт PP-PCH выполнял пассажирский рейс Белу-Оризонти — Рио, когда примерно через полчаса после вылета следуя в СМУ под облаками на малой высоте врезался в гору близ Риу-Доси. Погибли все находившиеся на борту 25 человек (22 пассажира и 4 члена экипажа)[10].
- 18 октября 1946 года — Lockheed 18-14 Lodestar борт PP-PBQ выполнял полёт в штормовую погоду, когда экипаж совершил вынужденную посадку вне аэродрома близ Катандувы. Лайнер был отремонтирован, но 22 октября при взлёте разбился по неизвестной причине; никто при этом не погиб[11].
- 3 января 1947 года — Sikorsky S-43B борт PP-PBN выполнял пассажирский рейс Икитос — Манаус, когда при неустановленных обстоятельствах близ города Сан-Паулу-ди-Оливенса врезался в реку Солимойнс. Из находившихся на борту 14 человек (11 пассажиров и 3 члена экипажа) выжили только 3 пассажира[12].

### 1950-е
- 28 июля 1950 года — Lockheed L-049 Constellation[англ.] борт PP-PCG выполнял пассажирский рейс Рио — Порту-Алегри, когда при повторном заходе на посадку в 15 километрах от аэропорта зацепил линию электропередачи, врезался в 200-метровый холм и полностью разрушился. Погибли все находившиеся на борту 51 человек (44 пассажира и 7 членов экипажа)[13].
- 28 февраля 1952 года — Douglas DC-3-393 борт PP-PCN выполнял пассажирский рейс Гояния — Уберландия — Рио-де-Жанейро, когда при посадке в Уберландии следуя под глиссадой врезался в деревья. Из находившихся на борту 31 человека (27 пассажиров и 4 члена экипажа) погибли 9 (6 пассажиров и 3 члена экипажа)[14].
- 17 июня 1953 года — Lockheed L-049-46-21 Constellation борт PP-PDA выполнял пассажирский рейс Рио — Сан-Паулу, когда при заходе на посадку врезался в деревья в 6,5 километрах от аэродрома (район Американополис[порт.]). Погибли все находившиеся на борту 17 человек (10 пассажиров и 7 членов экипажа)[15].
- 16 июня 1955 года — Lockheed L-149 Constellation борт PP-PDJ выполнял международный пассажирский рейс из Лондона в Буэнос-Айрес, когда при заходе на промежуточную посадку в Асунсьоне из-за отклонения экипажа от схемы подхода врезался в деревья в 13 километрах от аэродрома. Из находившихся на борту 24 человек (14 пассажиров и 10 членов экипажа) погибли 16 (9 пассажиров и 7 членов экипажа)[16].
- 18 апреля 1956 года — Consolidated PBY-5A Catalina борт PP-PDB выполнял пассажирский рейс Белен — Паринтинс, когда при посадке на Амазонку врезался в затопленный объект и затонул. Из находившихся на борту 12 человек (7 пассажиров и 5 членов экипажа) погибли 3 (пилот Луис Анет (порт.-браз. Luís Anet), бортрадист и пассажир)[17].
- 2 декабря 1959 года — Lockheed L-049 Constellation борт PP-PCR, который выполнял пассажирский рейс Рио — Белен, оказался одним из нескольких лайнеров, захваченных офицерами ВВС Бразилии в период двухдневного восстания против президента Жуселину Кубичека. Самолёт был направлен на аэродром близ Арагарсаса, где находился штаб восставших; после завершения восстания офицеры потребовали следовать в Буэнос-Айрес, где покинули лайнер. Никто из находившихся на борту 38 пассажиров и 6 членов экипажа не погиб[18][19].

### 1960-е
- 26 января 1961 года — Lockheed L-049 Constellation борт PP-PDC при посадке в Белу-Оризонти из-за ошибки экипажа приземлился на значительном удалении от начального торца ВПП, в результате чего не сумел остановиться в её пределах и выкатившись упал в овраг. Все находившиеся на борту 59 человек (53 пассажира и 6 членов экипажа) выжили, но лайнер получил критические повреждения и был списан[20].
- 14 октября 1961 года — Douglas DC-7C борт PP-PDL выполнял рейс Манаус — Белен, когда спустя час после вылета экипаж доложил об отказе основной гидросистемы, но сохранилась возможность продолжать полёт. При посадке в Белене был задействован режим обратной тяги, когда лайнер вышел из-под контроля и повернув вправо съехал с ВПП на мягкий грунт, разрушив при этом стойки шасси, после чего упал в овраг. Все находившиеся на борту люди (о численности данных нет) выжили, но лайнер получил критические повреждения и был списан[21].
- 24 октября 1961 года — Canadian Vickers PBV-1A Canso борт PP-PCY выполнял грузовой рейс Манаус — Белен по перевозке опасного груза, когда на борту возник пожар. Экипаж выполнил посадку на Амазонку близ Паринтинса, после чего все на борту (данных о численности нет) успели благополучно эвакуироваться, но самолёт был уничтожен огнём[22].
- 1 ноября 1961 года — Douglas DC-7C борт PP-PDO выполнял пассажирский рейс по маршруту Лиссабон — Прая — Ресифи — Рио-де-Жанейро, когда при посадке в Ресифи из-за снижения под глиссаду врезался в холм в 2,7 км от ВПП. Из находившихся на борту 88 человек (79 пассажиров и 9 членов экипажа) погибли 45 (38 пассажиров и 7 членов экипажа)[23].
- 3 марта 1962 года — Lockheed L-049 Constellation борт PP-PCR выполнял посадку в Рио-де-Жанейро, когда возникли проблемы с выпуском передней стойки шасси. Лайнер приземлился с убранной носовой стойкой, при этом фюзеляж проскользил носом по бетонному покрытию примерно 12 ярдов (11 метров). Никто на борту не пострадал, но самолёт из-за полученных повреждений был списан[24].
- 20 августа 1962 года — Douglas DC-8-33 борт PP-PDT выполнял пассажирский рейс PB026 по маршруту Буэнос-Айрес — Рио-де-Жанейро — Лиссабон — Париж — Лондон, когда при вылете ночью из Рио из-за перестановки стабилизатора на неправильный угол не смог поднять нос. Экипаж попытался остановить машину, но та выкатилась с ВПП и пробив ограждение аэродрома пересекла прилегающее шоссе, после чего остановилась в море. Из-за возникшей паники и проблем с эвакуацией из находившихся на борту 105 человек (94 пассажира и 11 членов экипажа) погибли 15 (14 пассажиров и 1 член экипажа)[25].
- 14 декабря 1962 года — Lockheed L-049-46-21 Constellation борт PP-PDE выполнял пассажирский рейс Белен — Манаус. В 05:04 экипаж вышел на связь с диспетчером аэропорта назначения и доложил, что рассчитывает приземлиться через 6 минут. Спустя 15 минут он снова вышел на связь и спросил, слышен ли шум их моторов, на что получил отрицательный ответ и встречный вопрос о причине данного запроса, однако ответа уже не было. Обломки самолёта обнаружили в 45 километрах от Манауса, при этом все 50 человек на борту (43 пассажира и 7 членов экипажа) погибли. Причину катастрофы установить не удалось[26].
- 8 апреля 1963 года — Douglas DC-7C борт PP-PDM выполнял тренировочный полёт в районе Рио-де-Жанейро, когда во время взлёта из-за преждевременной уборки шасси сложилась передняя стойка. Лайнер упал на брюхо и проскользил несколько метров, прежде чем остановился, потеряв при этом два двигателя. Возник пожар, который уничтожил самолёт, но все 7 человек на борту успели эвакуироваться[27].
- 6 сентября 1963 года — Sud-Aviation SE-210 Caravelle VI-R борт PP-PDE выполнял пассажирский рейс Салвадор — Ресифи, когда при заходе на посадку диспетчер предупредил о попутном самолёте, также выполнявшем заход, но на меньшей высоте. Через 1,8 км экипаж «Каравеллы» увидел прямо перед собой огни другого лайнера, поэтому чтобы уклониться от столкновения резко отвернул вверх. Позже в Ресифи борт PP-PDE был проверен и выяснилось, что его конструкция получила значительные повреждения, в связи с чем лайнер был списан[28].
- 11 апреля 1964 года — Canadian Vickers PBV-1A Canso борт PP-PCZ выполнял пассажирский рейс Белен — Портел, когда при посадке из-за сильного бокового ветра ударился о водную поверхность, в результате чего выбило лобовое стекло, а затем напор воды попал внутрь. Все люди на борту успешно эвакуировались, но самолёт частично затонул и впоследствии был списан[29].
- 22 января 1965 года — в Порту-Велью потерпел аварию Douglas C-53-DO Skytrooper борт PP-PEE; подробности неизвестны[30].